# Jacob Radcliff

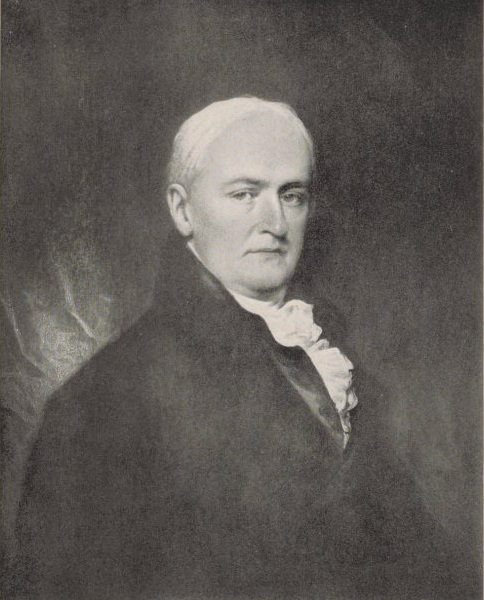
Jacob Radcliff

Jacob Radcliff  (* 20. April 1764 in Rhinebeck, Provinz New York; † 6. Mai 1844 in Troy, New York) war ein britisch-amerikanischer Politiker. Zwischen 1810 und 1811 sowie nochmals von 1815 bis 1818 war er Bürgermeister von New York City.

## Werdegang
Nach einem Jurastudium an der Princeton University und seiner 1786 erfolgten Zulassung als Rechtsanwalt begann Jacob Radcliff in Poughkeepsie in diesem Beruf zu arbeiten. Politisch wurde er Mitglied der in den 1790er Jahren von Alexander Hamilton gegründeten Föderalistischen Partei. Im Jahr 1795 wurde er in die New York State Assembly gewählt. Im Februar wurde er zum stellvertretenden Attorney General des Staates New York ernannt. Von Dezember 1798 bis 1804 war er Richter am New York Supreme Court. Dabei war er an der Überarbeitung der Staatsgesetzgebung beteiligt. Nach 1804 war er Rechtsanwalt in Brooklyn.
1810 wurde Radcliff vom Council of Appointment zum Bürgermeister der Stadt New York gewählt. Dieses Amt bekleidete er zunächst zwischen 1810 und 1811. Das Stadtgebiet von New York erstreckte sich bis 1898 im Wesentlichen auf den heutigen Stadtteil Manhattan. Im Jahr 1812 schloss er sich der Gesellschaft von Tammany Hall und damit der Demokratisch-Republikanischen Partei an. Nach dem Rücktritt von Bürgermeister John Ferguson wurde Radcliff im Jahr 1815 erneut Bürgermeister von New York. Diese Position bekleidete er bis 1818. Im Jahr 1821 nahm er als Delegierter an einem Verfassungskonvent des Staates New York teil. 1842 wurde er Bundesbeauftragter für Konkursangelegenheiten (Commissioner under the General Bankrupt Act). Er starb am 6. Mai 1844 im Haus seiner Tochter in Troy.